# 獅子座I
獅子座 I是在獅子座的一個矮橢球星系，距離大約820,000光年，是本星系群的星系，也是距離銀河系最遠的衛星星系。它是在1950年被艾伯特·喬治·威爾遜在國家地理學會-帕洛馬巡天，使用帕洛馬天文台48吋施密特攝星儀拍攝的攝影乾版上找到的。

## 質量
測量在獅子座 I中一些明亮紅巨星的徑向速度，使得他的質量可以被估算。它的質量至少有2.0± 1.0× 107太陽質量，然而這個結果還沒有完全確認，也不能確知是否有暗物質暈環繞著這個星系，而且這個星系似乎是不轉動的。
也曾有人認為獅子座 I是銀河系的銀暈受到潮汐力作用產生的碎片，但是這個假說未能得到證明。

### 恆星的組成
以典型的矮星系來看，獅子座 I的金屬量是非常低的，只有太陽的1%。Gallart等人從哈伯太空望遠鏡在1999年觀測的資料推論那個星系的恆星成員(有70%至80%) 主要是在60億至20億年前形成的，並且沒有證據顯示有超過100億歲的恆星。大約10 億年前，獅子座 I的恆星形成速率突然降低至幾乎可以被忽略的比率，一些較低層次的活動可能持續了2億至5億年，所以他可能是銀河系內最年輕，屬於矮橢球星系的衛星星系。另一方面，這個星系可能被與整個星系質量相等的游離氣體雲氣包覆著。

## 球狀星團
在這個星系內沒有球狀星團。

## 軒轅十四
獅子座 I距離座內最明亮的軒轅十四只有12弧分，因此這個星系有時也稱為軒轅十四矮星系。來自軒轅十四的散射光芒使得這個星系難以觀測，直到1990年代才有目視觀測的紀錄。

## 外部連結
- Astronomy Picture of the Day - Leo I （页面存档备份，存于）
- SEDS page on Leo I